# Ingrid Bittner
Ingrid Bittner (* 16. April 1944 in Wernigerode; † 21. April 2002 in Eisleben) war 1990 Volkskammerabgeordnete der PDS.

## Leben
Ingrid Bittner legte 1962 ihr Abitur an einer EOS in Halberstadt ab. Danach studierte sie zunächst an der Humboldt-Universität Berlin, später bis 1969 an der TU Magdeburg Medizin. 1970 wurde sie zur Dr. med promoviert. Anschließend absolvierte sie eine Fachärztinausbildung in Halberstadt, welche sie 1974 als Fachärztin für Kinderheilkunde abschloss. Zwischen 1979 und 1981 praktizierte sie als Ärztin in der Geburtshilfe. 1981 bekam Bittner das Angebot, als Kinderärztin in Algerien zu arbeiten. Sie nahm dieses Angebot an. 1982 kehrte sie zunächst in die DDR zurück. Bis 1986 praktizierte Bittner nun teilweise in Staßfurt, teilweise als Kinderärztin in Mosambik. Nach ihrer Rückkehr wurde sie Kinderärztin an der Kreispoliklinik Eisleben. Nach der Wende praktizierte Ingrid Bittner weiterhin bis zu ihrem Tod als niedergelassene Kinderärztin in Eisleben.
Ingrid Bitter war verheiratet und Mutter von drei Kindern.

## Politik
Nach Auslandseinsatz trat Ingrid Bittner 1985 mit 41 Jahren in die SED ein. Für die PDS kandidierte sie zur Volkskammerwahl 1990 im Wahlkreis 07 (Halle) auf Listenplatz 5. Aufgrund des Wahlergebnisses wurde sie Volkskammerabgeordnete. Nach Auflösung der Volkskammer trat Bittner zunächst als eine von 144 Volkskammerabgeordneten noch in den 11. Bundestag ein. Zu den Wahlen zum 12. Bundestag kandidierte sie nicht mehr. Bis 1994 war sie noch Mitglied im PDS-Kreisvorstand Eisleben.